# Ruda Magierowska
Ruda Magierowska (ukr. Руда Магерівська) – ogólna, historyczna nazwa obszarów miejscowości Ławryków, Okopy, Pogorzelisko i Zamek, obecnie na Ukrainie w rejonie lwowskim, należącym do obwodu lwowskiego. 
Dawniej Rudą Magierowską określano gminę jednostkową w powiecie niemirowskim Królestwa Galicji i Lodomerii. W 1854 roku gmina liczyła 4827 mieszkańców i oprócz Ławrykowa, Okopów, Pogorzeliska i Zamku obejmowała także Manastyrek, Kamienną Górę i Miłków Kąt. W II RP nie figuruje już jako kolektywna gmina, a rozbita jest na sześć gmin jednostkowych (Kamienna Góra, Ławryków, Manasterek, Okopy, Pogorzelisko i Zamek), które w 1934 roku weszły w skład nowo utworzonej gminy Magierów.
Po wojnie obszar ten włączono do Związku Radzieckiego (Ukraińskiej SRR).